# Giuffrida (metropolitana di Catania)
Giuffrida è una stazione della metropolitana di Catania, inaugurata nel 1999, facente parte della prima tratta aperta all'esercizio, ovvero CT. Porto-Borgo.
Essa è di tipologia sotterranea, ed è gestita dalla  Ferrovia Circumetnea.

## Ubicazione

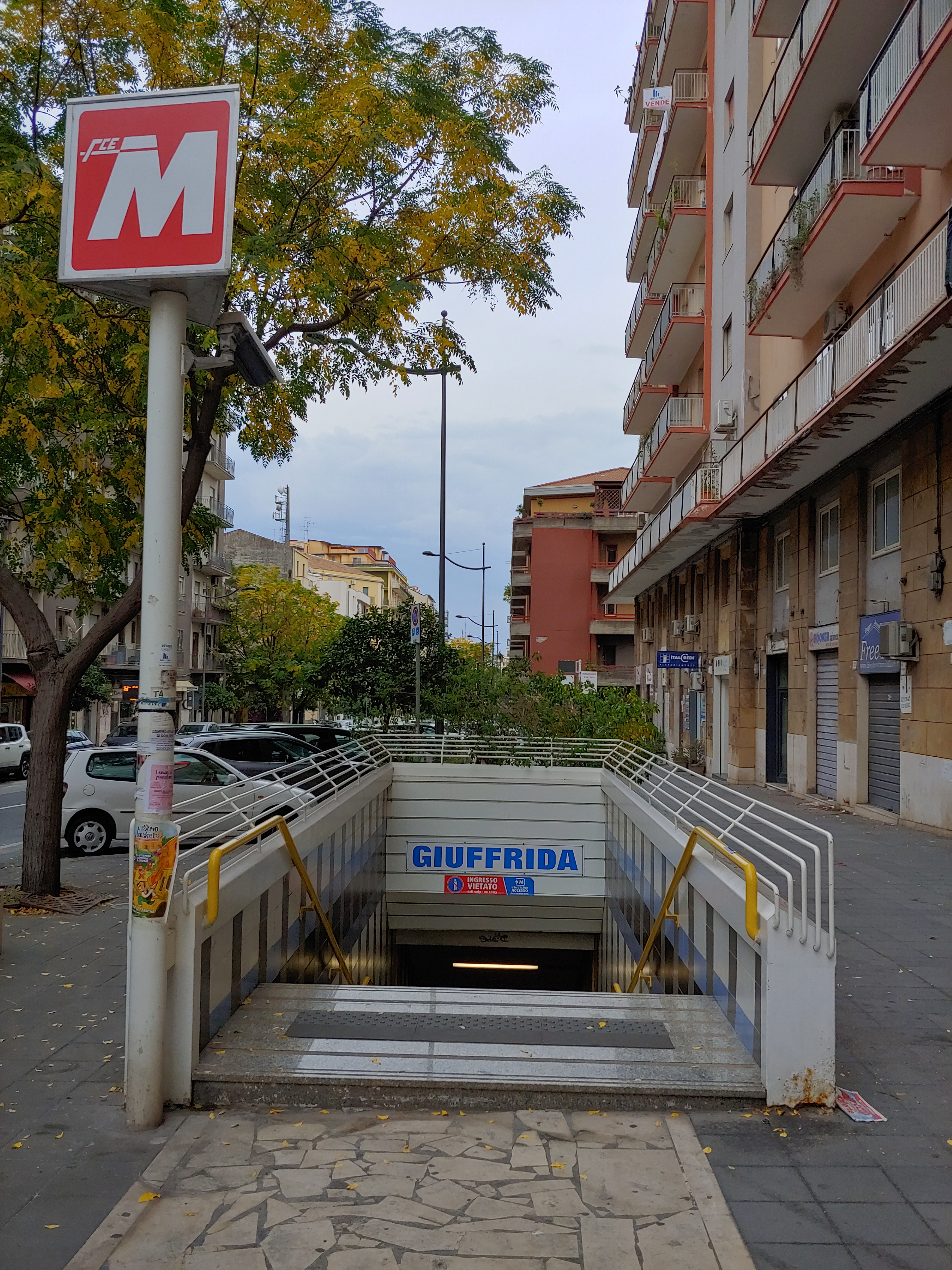
Uno degli accessi della fermata "Giuffrida" della Metropolitana di Catania.

Ubicata nel tratto più a nord del corso delle Province possiede sei uscite tutte su quest'ultima strada, quattro rampe di scale e due ascensori che permettono di raggiungere in poche centinaia di metri molte importati strade affollate di uffici, studi, banche ed esercizi commerciali, tra le quali piazza A.Lincoln, via R.Imbriani, via V.Giuffrida, via Canfora, via G.D'Annunzio, via Torino, P.le R.Sanzio, P.zza Michelangelo. Inoltre sono raggiungibili vari luoghi d'interesse come Il tribunale del Lavoro, Parco Falcone, Parco Vulcania, alcune residenze per studenti universitari (residenze Centro e Verona dell'ERSU Catania, poste all'incrocio tra via Verona e via Guglielmo Oberdan) e vari istituti scolastici di ogni ordine e grado. La stazione è impresenziata.

## Servizi
La stazione è dotata di:
- Scale mobili;
- Ascensore per portatori di handicap (non attivo);
- Servizio di video sorveglianza;
- Biglietteria automatica;
- Annuncio sonoro annunciante l'arrivo dei treni.

## Interscambio
La fermata scambia direttamente con una linea urbana AMTS
- autobus urbano (linea 722)